# رستم سایروف
رستم سایِروف (زاده ۱۲ سپتامبر ۲۰۰۲) یک بازیکن فوتبال اهل تاجیکستان است. وی برای باشگاه فوتبال لوادیا تالین استونی بازی می‌کند. پیش از این او بازیکن باشگاه فوتبال استقلال دوشنبه تاجیکستان بود و با موافقت باشگاه قبلی یک قرارداد سه‌ساله را با باشگاه جدید خود امضا کرد.
او اولین بازی ملی خود را در ۱۷ نوامبر ۲۰۲۰ مقابل تیم ملی فوتبال بحرین انجام داد.